# Corbusierhaus
Il Corbusierhaus (letteralmente «casa Corbusier») è un grande edificio residenziale di Berlino, sito nel quartiere di Westend a breve distanza dallo stadio olimpico. Fu progettato nell’ambito dell’esposizione internazionale di architettura «Interbau 57» dal celebre architetto svizzero Le Corbusier, secondo il suo modello dell’Unité d'Habitation
Sebbene abbia subìto inaspettate quanto notevoli modifiche penalizzanti in corso d'opera, rappresenta anch'essa una delle realizzazioni pratiche delle teorie ideate dal celebre architetto svizzero circa il nuovo concetto di costruire la città, nonché uno dei punti di arrivo fondamentali del Movimento Moderno nel concepire l'architettura e l'urbanistica.
In considerazione della sua importanza storica e architettonica, è posta sotto tutela monumentale (Denkmalschutz).

## Storia
Intorno alla metà degli anni cinquanta del Novecento, in una Berlino Ovest da poco reduce della sua storica suddivisione, si discusse di organizzare un grande congresso di architettura che avesse come obiettivo la ricostruzione del quartiere Hansaviertel, nonché essere una sorta di vetrina internazionale di rilievo per Berlino Ovest.
Il maggior promotore di tale iniziativa fu il senatore Schwedler, che interpellò i maggiori architetti della scena internazionale del tempo come: Walter Gropius, Alvar Aalto, Max Taut, Hans Scharoun, Oscar Niemeyer, Pierre Vago e Le Corbusier, le cui innovative idee progettuali si erano già concretizzate con la realizzazione dell’Unité d’Habitation di Marsiglia e di quella di Nantes che, malgrado le iniziali critiche, avevano riscosso un buon successo.

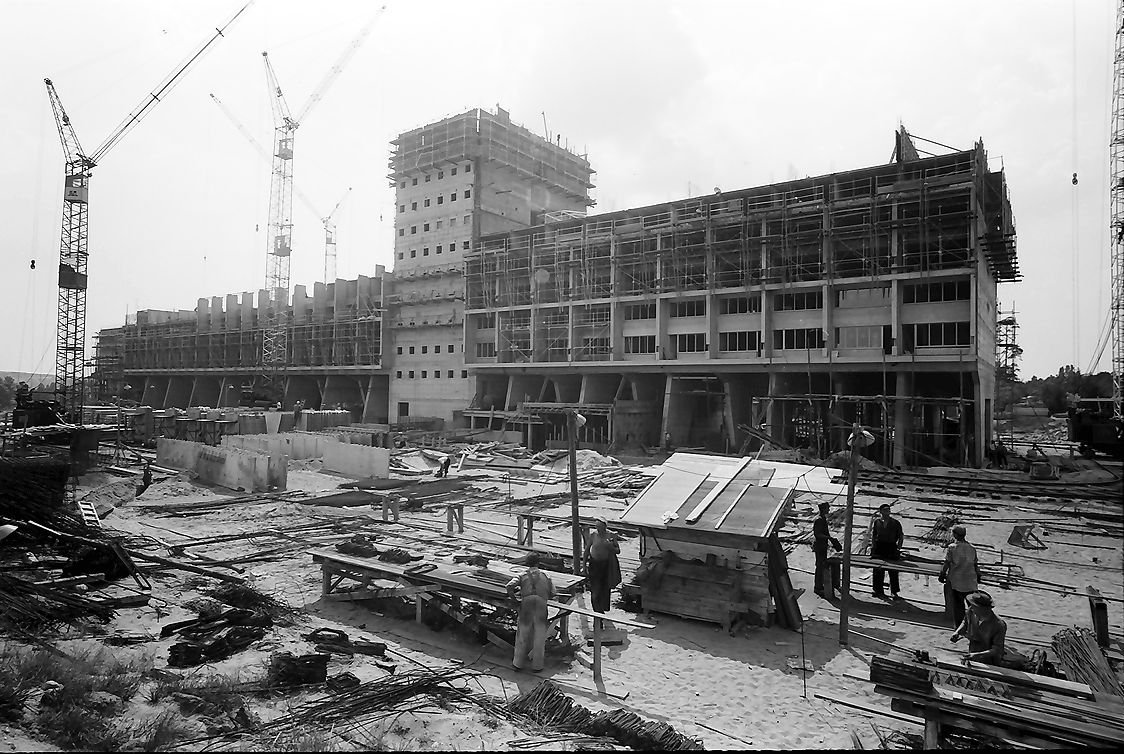
La Corbusierhaus in costruzione nel 1957

Le Corbusier propose quindi la realizzazione di un'analoga Unité d’Habitation, che rappresentava la somma di quelle sue intuizioni all'avanguardia per i tempi, che anticiparono molte delle più diffuse concezioni architettoniche contemporanee; tuttavia, analizzando i volumi finali del progetto, venne stabilito che edificio sarebbe stato realizzato al di fuori del quartiere Hansaviertel, in un’area più ampia in prossimità dell’Olympiastadion a nord ovest della città.
Il cantiere ebbe inizio il 10 gennaio 1957, tuttavia, il progetto originale subì alcune impreviste variazioni da parte di un architetto tedesco incaricato dall’organizzazione dell’Interbau57, che effettuò delle modifiche alla struttura e alla disposizione degli spazi, aumentando il numero degli appartamenti a discapito di locali e aree a uso collettivo previsti originariamente, nonché rinunciando del tutto a realizzare le altre strutture a uso comune previste sul tetto pensile. 
Questa inattesa modifica al progetto originale in corso d’opera non fu affatto gradita da Le Corbusier e portò l'architetto a disconoscere la paternità dell'opera, poiché a suo avviso essa era stata stravolta a tal punto da perdere gran parte delle sue intrinseche peculiarità funzionali.
Tuttavia i lavori terminarono il 6 dicembre dello stesso anno ma la denominazione variò in Corbusierhaus, non potendo utilizzare la denominazione originale "Unité d'Habitation", registrata dallo stesso Le Corbousier che disconobbe la paternità di un progetto così fortemente alterato. Malgrado ciò la Corbusierhaus riscosse successo tra i visitatori dell’Interbau57, risultando tra le opere meglio realizzate dell’esposizione. 
Gli appartamenti della Corbusierhaus furono completamente concessi in locazione nei primi mesi del 1958 e nel 1979 l’intero edificio fu trasformato in una comproprietà.
Nel 1986 l’edificio ha subìto un primo restauro conservativo, nonché una parziale ristrutturazione per ripristinare per quanto possibile gli originari precetti di Le Corbusier che erano stati omessi in fase di realizzazione. Nel 1993 la Deutsche Stiftung Denkmalschutz ha dichiarato l’edificio Denkmalschutz, ovvero monumento di interesse nazionale.

## L'architettura

### La sinossi progettuale

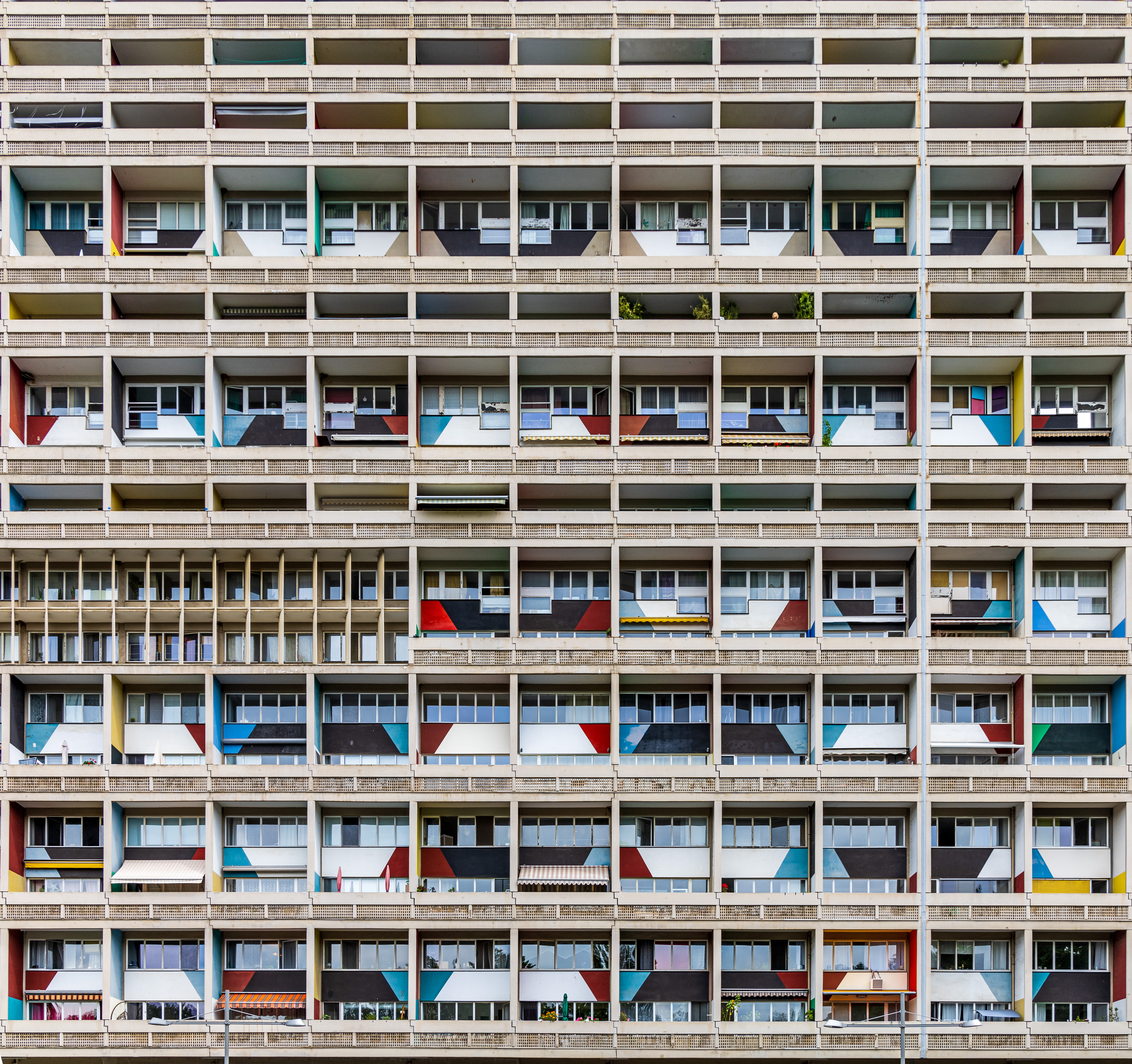
Dettaglio della facciata

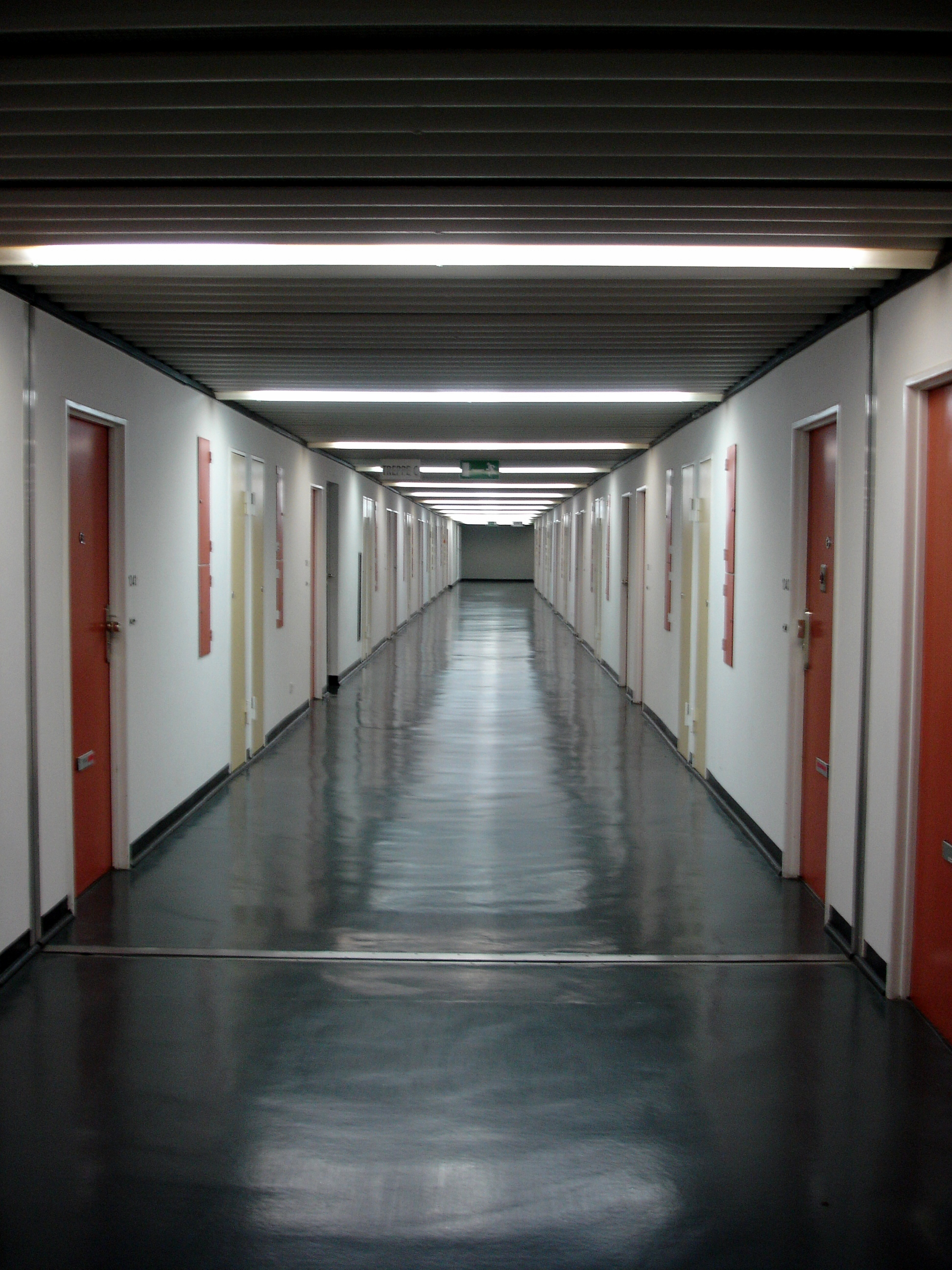
Uno dei corridoi interni della Corbusierhaus

Secondo il pensiero di Le Corbusier non esisteva una sostanziale distinzione tra l'urbanistica e l'architettura, discipline che egli tentò di coniugare con demiurgica perizia. La sua attenzione era principalmente rivolta a studiare un sistema di relazioni che, partendo dalla singola unità abitativa intesa come cellula di un insieme, si estendeva all'edificio, al quartiere e all'intero ambiente costruito.
Essa venne quindi concepita come una vera e propria «città verticale» caratterizzata da spazi individuali inseriti in un ampio contesto di aree comuni; questo equilibrio fu supportato dall'impiego delle più moderne tecniche progettuali e costruttive già scoperte in precedenza dal Razionalismo e dall'esperienza del Bauhaus, con un largo uso del cemento armato e di materiali innovativi.
L'edificio rappresenta quindi una sorta di contenitore che racchiude in esso uno spazio urbano, trascendendo la funzione meramente abitativa di un semplice condominio e concependo l'edificio come una sorta di «macchina per abitare» per un elevato numero di persone. Secondo i princìpi di Le Corbusier, l'attuazione di questa teoria porterebbe al salto dimensionale tra il singolo edificio e la città, cosicché il primo divenga un sottomultiplo della seconda.
Attraverso un accurato studio delle planimetrie Le Corbusier, con la sua Unité d'Habitation, è riuscito a proporre un modello architettonico in grado di coniugare armoniosamente la vita individuale, familiare e collettiva. Partendo da queste premesse, si è posto il problema di gestire con cautela la concrezione abitativa che si viene così a generare.
Partendo da questo fondamentale concetto antropologico Le Corbusier ha originariamente integrato gli appartamenti, di per sé ben isolati come si è visto, inserendoli in un contesto collettivo alla luce di un'equilibrata riconciliazione tra famiglia e società; per coniugare al meglio questi due ambiti sociali e concretizzare il concetto di città verticale egli aveva originariamente previsto, oltre ai singoli appartamenti, una ricca dotazione di servizi extraresidenziali essenziali come asilo, biblioteca, caffetteria, ufficio postale, palestra, supermercato, piscina e aree ricreative a diretto beneficio di tutti gli abitanti. Nel caso della Corbusierhaus la modifica in corso d'opera ha tuttavia privato la struttura di gran parte di questi servizi fondamentali.

### Esterno
L’edificio si estende su un'area di circa 3.610 metri quadrati e misura 157 metri di lunghezza per 23 metri di larghezza e 53 di altezza. La struttura si sviluppa su diciotto piani e ospita 557 appartamenti, 27 in più rispetto al progetto originale di Le Corbusier.
Seppur la sua estetica sia del tutto analoga, la Corbusierhaus differisce abbastanza da tutte le altre unitées d’habitation realizzate in Francia: il parcheggio sotterraneo non è stato realizzato e alla sua base i pilotis sono sostituiti da setti portanti trasversali che dividono le aree di parcheggio, la forma delle finestre e la loro decorazione esterna sono diverse, le pareti esterne in cemento grezzo sono dipinte e sul tetto pensile non sono state realizzate tutte le strutture a uso comune previste dal progetto originale.

### Interno
Originariamente, uno degli aspetti più rivoluzionari dell’Unité d'Habitation era l'innovativa concezione della singola cellula abitativa, non più contraddistinta dal contesto sociale di chi la abita. L'architetto concepì questi spazi abitativi applicando il proprio sistema denominato Modulor, ovvero «una gamma di misure armoniose per soddisfare la dimensione umana, applicabile universalmente all'architettura e alle cose meccaniche».
La Corbusierhaus, seppur in misura assai minore poiché modificata nel corso della sua costruzione, ospita anche alcune aree dedicate a servizi solitamente dislocati nel contesto urbano circostante con l'intento di creare, seppur non appieno, quella commistione di spazi comuni che rappresentava originariamente il valore aggiunto distintivo dell'opera. Le uniche caratteristiche polifunzionali che vagamente si appellano alla vocazione innovativa del progetto originale sono la presenza di un ufficio postale e un ostello per studenti.
Le restanti 557 unità immobiliari sono suddivise in 212 monolocali, 253 bilocali, 88 trilocali, 4 quadrilocali e un attico da 5 locali; a differenza delle altre unitées d’habitation, gli interni dell'edificio sono caratterizzati da colori più sobri.